# Эрнст Фридрих III Саксен-Гильдбурггаузенский
Эрнст Фридрих III Саксен-Гильдбурггаузенский (нем. Ernst Friedrich III. von Sachsen-Hildburghausen; 10 июня 1727[…], Кёнигсберг, Нижняя Франкония — 23 сентября 1780[…], Зайдингштадтский охотничий дворец, Тюрингия) — герцог Саксен-Гильдбурггаузенский.

## Биография
Эрнст Фридрих III был сыном саксен-гильдбурггаузенского герцога Эрнста Фридриха II и Каролины Эрбах-Фюрстенауской. В 1745 году умер его отец и Эрнст Фридрих стал герцогом, однако до наступления его совершеннолетия 10 июня 1748 года герцогством в качестве регента управляла его мать.
Герцог был образованным и культурным человеком, выступал покровителем наук и искусств. В 1757 году попытался наладить чеканку монеты, но она оказалась плохого качества, и он обратился к алхимии. Жизнь на широкую ногу, большой двор и военные расходы привели к тому, что в 1769 году для вывода герцогства из финансового кризиса император Иосиф II направил туда комиссию во главе с саксен-мейнингенской герцогиней Шарлоттой Амалией, однако дела герцогства были столь плохи, что работа комиссии не смогла их существенно улучшить.
В 1779 году в Гильдбурггаузене произошёл большой пожар. Герцог был вынужден переехать в свой охотничий домик в Зайдингштадте, где и скончался на следующий год.

## Семья и дети
1 октября 1749 года Эрнст Фридрих III женился в Копенгагене на Луизе, дочери датского короля Кристиана VI. У них была одна дочь:
- Фредерика София Юлиана Каролина (1755—1756)

20 января 1757 года, через пять месяцев после смерти первой жены, Эрнст Фридрих III женился в Копенгагене на Кристиане Софии, дочери бранденбург-байрейтского маркграфа Фридриха Кристиана. Кристиана София Шарлотта умерла в том же году через четыре дня после родов дочери Фридерики Софии Марии Каролины (1757), которая прожила ещё девять дней.
1 июля 1758 года, через девять месяцев после смерти второй жены, Эрнст Фридрих III женился в Байройте на Эрнестине Августе Софии, дочери саксен-веймарского герцога Эрнста Августа I. У них было трое детей:
- Эрнестина Фридерика София (1760—1776), замужем за Францем Саксен-Кобург-Заальфельдским
- Кристина София Каролина (1761—1790), замужем за Евгением Саксен-Гильдбурггаузенским (1730–1795)
- Фридрих (1763—1834)